# Breuk (geologie)
Een breuk is in de geologie een aanduiding voor een discontinue zone in gesteente waarlangs verzet heeft plaatsgevonden. Dit verzet vindt plaats door middel van brosse deformatie. Breuken komen vaak in sets voor, die allemaal dezelfde oriëntatie hebben. In de structurele geologie worden oriëntaties en bewegingsrichtingen van en langs breukvlakken bepaald om iets te kunnen zeggen over de spanning die de breuken veroorzaakte. Als sprake is van ductiele deformatie wordt meestal niet meer over een breuk gesproken maar over een schuifzone.

## Wiskundige benadering
Een breuk is in drie dimensies een vlak, dit wordt wel het breukvlak genoemd. Breuken dagzomen als lijnen, die wiskundig gezien de snijlijn zijn van het breukvlak met het Aardoppervlak. Zoals bij alle vlakken wordt de oriëntatie van een breuk gegeven door een strekking en een helling.

## Soorten breuken
Men onderscheidt drie soorten breuken (zie figuur rechts):
- A: een opschuiving (opschuivende breuk, Engels: thrust fault of thrust) is een breuk die compressie aantoont
- B: een afschuiving (afschuivende breuk, Engels: normal fault) is een breuk die extensie aantoont
- C: een horizontaalverschuiving (zijschuivende breuk, Engels strike-slip fault) is een breuk die zijschuiving aantoont

Daarnaast kunnen drie soorten beweging langs een ontwikkelende breuk plaatsvinden:
- A: schuif over het breukvlak parallel aan de richting van ontwikkeling
- B: schuif over het breukvlak loodrecht op de richting van ontwikkeling
- C: het uit elkaar bewegen van de twee zijden van de breuk

Meestal is in de natuur sprake van een combinatie van twee of drie van deze bewegingen. Een breuk waarbij de twee zijden alleen uit elkaar bewegen noemt men een diaklaas of joint.

## Tektoniek op Aarde
De aardkorst bestaat uit tektonische platen die ten opzichte van elkaar bewegen. Al het land op Aarde rust op grote platen of schollen van de aardkorst die altijd in beweging zijn (zie Platentektoniek). Sommige platen bewegen naar elkaar toe, terwijl anderen van elkaar af drijven. De gebieden waar de platen tegen elkaar liggen worden ook wel breuklijnen genoemd. Het zijn ook juist deze breuklijnen waarlangs veel aardbevingen plaatsvinden.